# دعيبلي
الدعيبلي (التمراني) هو صنف من أصناف الزيتون السوري، يكون ثمره عند النضج أسود اللون متوسط الحجم مستدير الشكل. يعتبر من الأصناف ذات الانتشار الواسع في الساحل السوري حيث ينتشر مناطق الزراعة البعلية الساحلية ذات معدل أمطار مابين 450-800 مم/سنوياً وخاصة في محافظة طرطوس. و يشكل نحو 11.7٪ من إجمالي مساحة الزيتون في سورية. شجرته متوسطة الحجم تأخذ الشكل الكروي.

## الاستفادة
تتم زراعة هذا النوع من الزيتون من أجل الاستفادة زيته حيث أن نسبة الزيت فيه متوسطة و تتراوح بين 20 إلى 24 بالمئة من وزن الحبة. ويتصف بكونه من الأصناف الثنائية الغرض حيث تصلح ثماره لتصنيع زيتون المائدة (تخليل أسود وأخضر).

## الإنتاجية
انتاجية الشجرة سنويا تتراوح بين 30 إلى 50 كيلو غرام سنويا.

## الاحتياجات المائية
الاحتياجات المائية لشجرة الزيتون الدعيبلي (التمراني) تتراوح 450-800 ملم سنويا ملم سنويا فهو غير مقاوم للجفاف وبالتالي فإنه يحتاج إلى الري المستمر ويزرع في المناطق ذات الهطل المطري العالي وتحديداً في طرطوس واللاذقية.

## مقاومة الأمراض
شجرة زيتون الدعيبلي (التمراني) مقاومة لحفار الساق و مقاومة لعين الطاووس.

## طالع أیضا
- زيتون
- جلط تدمري
- مهاطي
- محزم أبو سطل
- مصعبي
- قيسي
- جلط
- صوراني